# Erebia tundra
Erebia tundra är en fjärilsart som beskrevs av Otto Staudinger 1888. Erebia tundra ingår i släktet Erebia och familjen praktfjärilar. Inga underarter finns listade i Catalogue of Life.